# Louisa Thiers

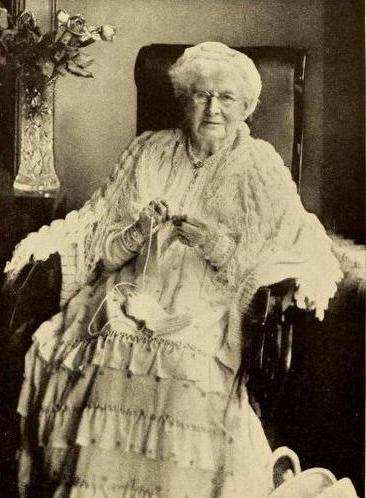
Louisa Thiers in 1919

Louisa Thiers (Whitesboro (New York), 2 oktober 1814 – Milwaukee, 17 februari 1926), geboren als Louisa Kirwan Capron, was een Amerikaanse supereeuwelinge. Ze wordt beschouwd als de laatste Real Daughter of the American Revolution.

## Levensloop
Thiers werd geboren in 1814 als dochter van Seth Capron en Eunice Mann Capron. Bij de geboorte van Louisa was vader Seth, een veteraan uit de Amerikaanse Onafhankelijkheidsoorlog, 52 jaar oud, terwijl moeder Eunice reeds 47 jaar oud was. Louisa had nog vier oudere broers.
Op 6 april 1847 trouwde ze met David Bodine Tears. De achternaam Tears werd later gewijzigd in Thiers. Het stel ging wonen in Wisconsin, in het plaatsje Southport (het latere Kenosha). Ze kregen vijf kinderen, waarvan de eerste al op jonge leeftijd overleed. Rond 1850 verhuisde het gezin naar Milwaukee. In 1888 overleed haar echtgenoot. Tijdens de Eerste Wereldoorlog maakte zij kledingstukken voor de soldaten aan het front in Frankrijk. Op het eind van haar leven woonde ze in bij haar dochter in Milwaukee.
Met de dood van de Fransman Florentin Rémy Chatel in 1921 werd ze de oudste mens ter wereld, voor zover bekend. Ze overleed ruim 5 jaar later op 111-jarige leeftijd. Ze werd als oudste mens opgevolgd door Delina Filkins. Thiers was op het moment van haar dood de oudste mens ter wereld ooit. Dit record werd echter gebroken door haar opvolgster, Delina Filkins.